# Martin XB-48
Martin XB-48 was een middelzware bommenwerper met straalaandrijving, gebouwd door Glenn Martin voor de Amerikaanse luchtmacht na de Tweede Wereldoorlog. Het toestel kwam niet verder dan het prototypestadium.

## Geschiedenis
Martin ontwierp de bommenwerper in antwoord op een behoefte die de Amerikaanse luchtmacht in 1943 formuleerde voor een middelzware tot zware bommenwerper met straalaandrijving. Om zo snel mogelijk aan de grote behoefte te voldoen voorzag de luchtmacht de aankoop van meer dan een type. Dit leidde tot een officiële competitie in november 1944 tussen vier ontwerpen: de North American XB-45, Convair XB-46, Boeing XB-47 en de Martin XB-48. Hiervan gingen uiteindelijk enkel de B-45 en B-47 in serieproductie.
Martin bouwde twee prototypes van de XB-48. De ontwikkeling liep vertraging op door problemen met de nieuwe straalmotoren. Het eerste exemplaar vloog voor het eerst op 22 juni 1947 vanop Baltimore (Maryland), waar de fabriek van Glenn Martin was gevestigd, naar de nabijgelegen marinebasis Patuxent River. Daarbij ondervond het toestel problemen bij de landing. Bij het afremmen blies het alle vier de banden op en raakte het van de baan. Het tweede prototype vloog pas op 16 oktober 1948, bijna drie maanden later dan contractueel voorzien. De USAF had intussen haar voorkeur voor de modernere Boeing B-47 uitgesproken, die op 17 december 1947 voor het eerst vloog. Vergelijkende tests in het voorjaar van 1948 gaven de doorslag en Boeing kreeg een eerste bestelling in september 1948.
De luchtmacht gebruikte het tweede prototype nog tot 1951 voor testdoeleinden. Het eerste prototype werd in 1949 gedemonteerd om reserve-onderdelen te leveren voor het tweede exemplaar.

## Beschrijving

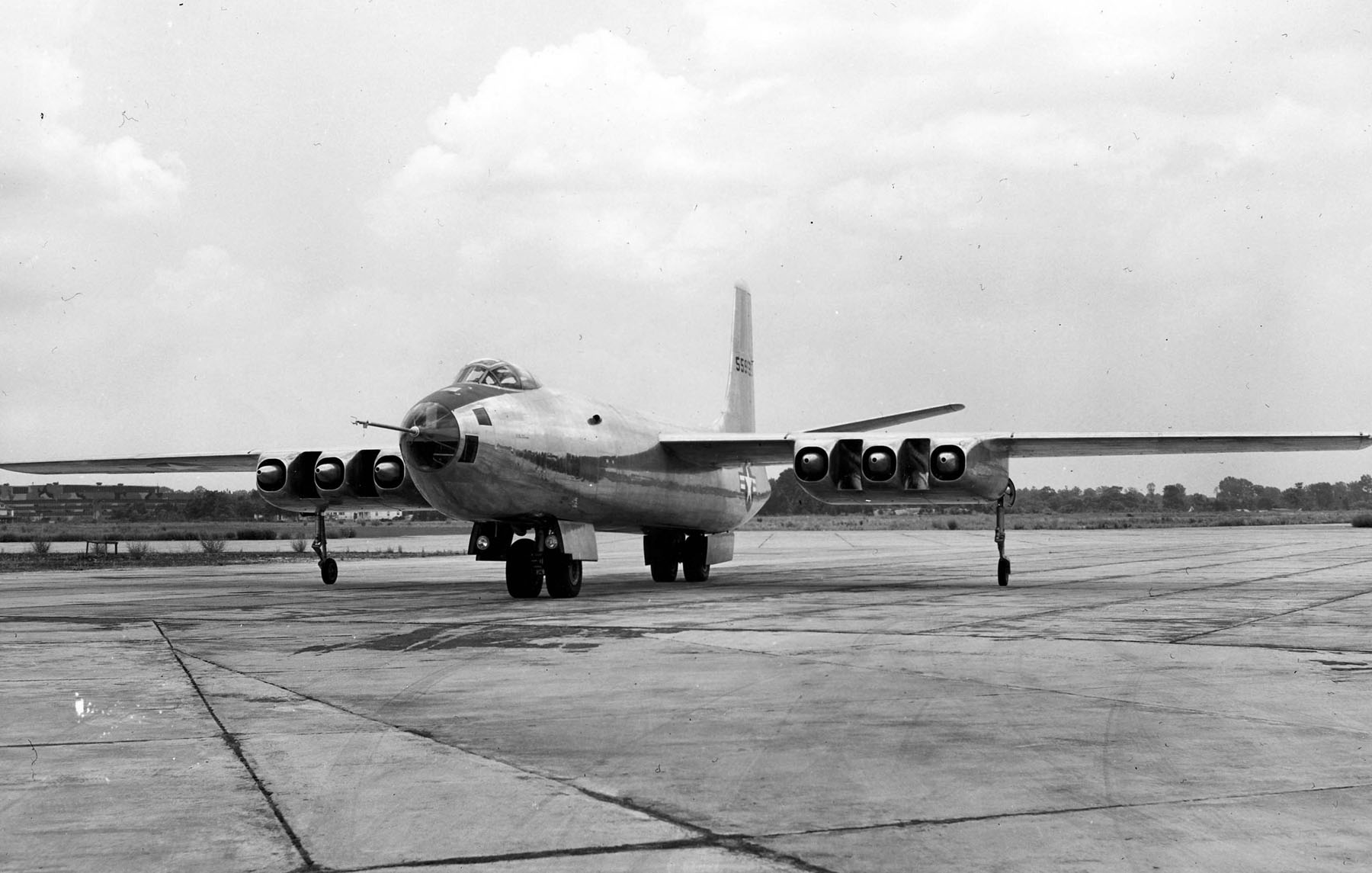
XB-48 op de grond. Duidelijk zichtbaar is het landingsgestel en de motorengondels met luchtkanalen voor de koeling.

De XB-48 was een hoogdekker. De motoren waren per drie gegroepeerd in een gondel direct onder de vleugel. Tussen de motoren zat een stelsel van luchtkanalen voor de motorkoeling. Het landingsgestel bestond uit twee paar wielen in tandem, die in de romp teruggetrokken werden, en twee stabilisatiewielen in de gondels aan de buitenkant van de motoren. Het vleugelprofiel was te dun om plaats te bieden voor een conventioneel landingsgestel. Piloot en copiloot zaten achter elkaar in de cockpit, de navigator/bommenrichter in de glazen neus.